# Nationalpark La Visite
Der Nationalpark La Visite liegt im Südosten der Republik Haiti. Dort dehnt sich über ein Gebiet von etwa 20 Quadratkilometern aus und besteht vornehmlich aus Kiefernwäldern (Hispaniola-Kiefer, Pinus occidentalis), Grasland und in Bereichen über 1700 Metern Bergvegetation an den Hängen des höchsten Berges des Landes, des Morne de la Selle.
Im Nationalpark La Visite finden eine Reihe bedrohter Tierarten, davon einige nur auf der Insel Hispaniola vorkommende Arten, eine Zuflucht. Darunter beispielsweise die Vogelarten Hispaniola-Streifenkopftangare (Spindalis dominicensis) und der Schmalschnabeltodi. Stark gefährdet ist Celestus haetianus, eine Art der Doppelzungenschleichen. Eine weitere, jedoch nicht gefährdete Reptilienart ist Anolis semilineatus, die lediglich auf Hispaniola und einigen umliegenden Inseln vorkommt.